# Driehoek van Petersen

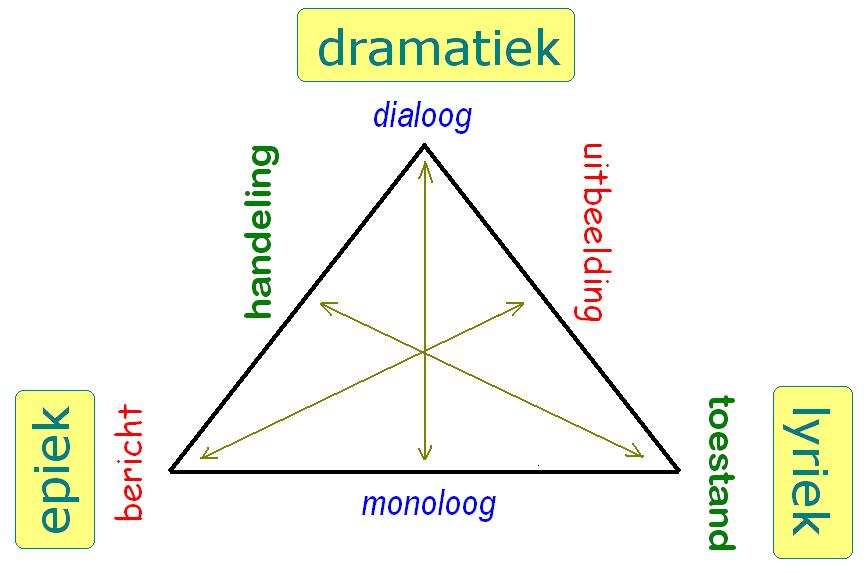
De driehoek van Petersen

De driehoek van Petersen is een begrip uit de literatuurwetenschap. Het verwijst naar een eenvoudige methode waarmee epiek, lyriek en dramatiek met elkaar kunnen worden vergeleken. Er zijn drie assen: monoloog tegenover dialoog, uitbeelding tegenover bericht en handeling tegenover toestand. 
Door telkens één hoekpunt en twee aanliggende zijden samen te nemen kan men op uiterst eenvoudige wijze de drie hoofdgenres definiëren:
De driehoek én de methode werd voor het eerst toegepast door en genoemd naar de Duitse literatuurtheoreticus Julius Petersen (1878 - 1941).